# ロイ・ドートリス
ロイ・ドートリス（Roy Dotrice、1923年5月26日 -2017年10月16日 ）は、イギリスの俳優。ロイ・ドトリス、ロイ・ドットライスとも表記される。チャンネル諸島・ガーンジーの生まれ。OBE。
第二次世界大戦中は空軍に入隊したが、1942年から1945年までの間はドイツ軍の捕虜となっていた。
終戦後に除隊、俳優となった。1957年、シェイクスピア・メモリアル・シアター（現・ロイヤル・シェイクスピア・シアター）に加入。
映画『アマデウス』のレオポルト・モーツァルト（モーツァルトの父）役やテレビドラマ『美女と野獣』の野獣の父役で有名。

## 主な出演作品
- テレマークの要塞 The Heroes of Telemark (1965)
- 砂漠の潜航艇 A Twist of Sand (1968)
- オリビア・ニュートン＝ジョンの トゥモロー Toomorrow (1970)
- ニコライとアレクサンドラ Nicholas and Alexandra (1971)
- 魔界からの招待状 Tales from the Crypt (1972) 劇場未公開
- スペース1999 Space: 1999 (1975-1977) テレビドラマ
- スペース・サタン Saturn 3 (1980) 声のみ
- アマデウス Amadeus (1984)
- チーチ&チョンのコルシカン・ブラザース Cheech & Chong's The Corsican Brothers (1984) 劇場未公開
- エリミネーターズ Eliminators (1986) 劇場未公開
- 美女と野獣 Beauty and the Beast (1987-1990) テレビドラマ
- マイホーム・コマンドー Suburban Commando (1991)
- 冬の恋人たち The Cutting Edge (1992)
- ピケット・フェンス Picket Fences (1993-1996) テレビドラマ
- ザ・プロデューサー Swimming with Sharks (1994)
- スカーレット・レター The Scarlet Letter (1995)
- スパイダーマン Spider-Man (1997) テレビアニメ、声の出演
- アライバル ファイナル・コンタクト Alien Hunter (2003)
- レディ・ダルタニアン/新・三銃士 La Femme Musketeer (2004) テレビ映画
- ギャングスター Played (2006)
- ヘルボーイ/ゴールデン・アーミー Hellboy II The Golden Army (2008)
- ゲーム・オブ・スローンズ Game of Thrones (2012) テレビドラマ